# Lijst van voetbalinterlands Barbados - Saint Vincent en de Grenadines
Deze lijst van voetbalinterlands is een overzicht van alle officiële voetbalwedstrijden tussen de nationale teams van Barbados en Saint Vincent en de Grenadines. De landen speelden tot op heden zestien keer tegen elkaar. De eerste ontmoeting, een kwalificatiewedstrijd voor de Caribbean Cup 1992, werd gespeeld in Bridgetown op 29 maart 1992. Het laatste duel, een vriendschappelijke wedstrijd, vond plaats op 28 februari 2019 in Kingstown.

## Wedstrijden
| №  | Plaats         | Datum             | Competitie                      | Wedstrijd                          | Uitslag |
| -- | -------------- | ----------------- | ------------------------------- | ---------------------------------- | ------- |
| 1  | Bridgetown     | 29 maart 1992     | Caribbean Cup 1992 kwalificatie | Barbados – St. Vincent en de Gren. | 2 – 3   |
| 2  | Bridgetown     | 27 maart 1994     | Vriendschappelijk               | Barbados – St. Vincent en de Gren. | 2 – 0   |
| 3  | Bridgetown     | 22 maart 1998     | Caribbean Cup 1998 kwalificatie | Barbados – St. Vincent en de Gren. | 4 – 3   |
| 4  | Bridgetown     | 30 januari 2005   | Vriendschappelijk               | Barbados – St. Vincent en de Gren. | 3 – 1   |
| 5  | Bridgetown     | 10 september 2006 | Vriendschappelijk               | Barbados – St. Vincent en de Gren. | 1 – 1   |
| 6  | Bridgetown     | 21 november 2006  | Caribbean Cup 2007 kwalificatie | Barbados – St. Vincent en de Gren. | 3 – 0   |
| 7  | Kingstown      | 13 maart 2008     | Vriendschappelijk               | St. Vincent en de Gren. – Barbados | 0 – 2   |
| 8  | Kingstown      | 10 oktober 2010   | Caribbean Cup 2010 kwalificatie | St. Vincent en de Gren. – Barbados | 0 – 0   |
| 9  | Bridgetown     | 27 mei 2011       | Vriendschappelijk               | Barbados – St. Vincent en de Gren. | 0 – 0   |
| 10 | Kingstown      | 1 september 2012  | Vriendschappelijk               | St. Vincent en de Gren. − Barbados | 2 − 0   |
| 11 | Kingstown      | 2 september 2012  | Vriendschappelijk               | St. Vincent en de Gren. − Barbados | 1 − 1   |
| 12 | Bridgetown     | 6 maart 2015      | Vriendschappelijk               | Barbados − St. Vincent en de Gren. | 3 − 1   |
| 13 | Bridgetown     | 8 maart 2015      | Vriendschappelijk               | Barbados − St. Vincent en de Gren. | 2 − 2   |
| 14 | Kingstown      | 28 augustus 2015  | Vriendschappelijk               | St. Vincent en de Gren. − Barbados | 2 − 2   |
| 15 | Saint George's | 4 juli 2017       | Vriendschappelijk               | St. Vincent en de Gren. − Barbados | 4 − 2   |
| 16 | Kingstown      | 28 februari 2019  | Vriendschappelijk               | St. Vincent en de Gren. − Barbados | 2 − 0   |

## Samenvatting
| Competitie                 | Totaal gespeeld | Winst Barbados | Gelijk | Winst St. Vincent en de Gren. | Doelsaldo Barbados – St. Vincent en de Gren. |
| -------------------------- | --------------- | -------------- | ------ | ----------------------------- | -------------------------------------------- |
| Caribbean Cup-kwalificatie | 4               | 2              | 1      | 1                             | 9 − 6                                        |
| Vriendschappelijk          | 12              | 4              | 5      | 3                             | 18 − 16                                      |
| Totaal                     | 16              | 6              | 6      | 4                             | 27 − 22                                      |

Wedstrijden bepaald door strafschoppen worden, in lijn met de FIFA, als een gelijkspel gerekend.